# Сочные корма
Со́чные корма́ — корма растительного происхождения, содержащие в своём составе значительное количество воды — около 70—92 %.
К сочным кормам относятся: зелёный корм, трава пастбищная и посевных культур, ботва, кормовые тыквы и арбузы, кормовые корнеплоды и картофель, силос, а также некоторые отходы промышленного производства (преимущественно пищевой промышленности) — свеклосахарного (жом), крахмального (мезга).
Наиболее ценные из сочных кормов — зелёная трава и силосованные корма. Они содержат много витаминов (в особенности C, B и каротин), хорошо перевариваются животными и способствуют повышению их продуктивности.